# Babirussa wąsata
Babirussa wąsata, babirussa srebrna, babirrussa (Babyrousa babyrussa) – gatunek ssaka parzystokopytnego z rodziny świniowatych (Suidae).

## Taksonomia
Niegdyś wyróżniano trzy podgatunki, ale postulowano nadanie im rangi osobnych gatunków:
- B. celebensis – występuje w północnym Sulawesi
- B. togeanensis – zamieszkuje wyspy Togian
- B. babyrussa – żyje na Buru i wyspach Sula[2]

## Morfologia
Głowa i ciało osiągają razem długość 85–110 cm. Ogon mierzy zaś 20–32 cm. Wysokość zwierzęcia w ramionach wynosi 65–85 cm. Waży ono od 43 do 100 kg. Samce przerastają płeć przeciwną.
Obfitującą w fałdy, pomarszczoną skórę pokrywa grube czarne lub złocistokremowe futro, odróżniające ten gatunek od innych.
Głowa przechodzi w spiczasty ryj. Posiada on najbardziej charakterystyczną i dziwaczną cechę zwierzęcia: ciosy.
Zaokrąglone ciało podtrzymują w porównaniu z nim długie, cienkie kończyny.

## Występowanie
Zwierzę występuje jedynie na kilku indonezyjskich wyspach:
- Mangole
- Taliabu
- Buru[2]

Sądzi się, że na Sulabesi już wyginął.
Prawdopodobnie na wyspach Sula i Buru gatunek introdukowano.

## Siedlisko
Zwierzę zamieszkuje wilgotny las równikowy zwłaszcza nad brzegami rzek i stawów, obfitującymi w roślinność wodną. Żyje też pośród trzcin. Unika natomiast gęstych krzaków.

## Pożywienie i zachowanie
Babirussa jest wszystkożerna. Nie przeżuwa. Spożywa liście, owoce, korzenie, bezkręgowce i niewielkie kręgowce. Budowa układu pokarmowego wskazuje na owocożerność. Z kolei szczęki i zęby zdolne są z łatwością miażdżyć nawet grube łupiny. Na Sulawesi ssak ten używa też wulkanicznych lizanek solnych, pije też słoną wodę. W przeciwieństwie do większości świniowatych nie ryje, nie posiadając odpowiedniej do tego kości. Poszukuje jednak pożywienia w piasku i błocie.
Dorosłe samce prowadzą samotny tryb życia, natomiast samice żyją wraz z młodymi, tworząc grupki liczące do pięciu osobników.

## Status
Liczebność populacji nie jest znana, jednak uważa się, że stale maleje. Większość lasów, w których pierwotnie żyło zwierzę, została wykarczowana lub zdegradowana. Wyspa Mangole została w ten sposób poważnie zniszczona. Nie dotyczy to większej części wyspy Taliabu, jednak i ona podlega wylesianiu. Mimo to niektórzy tubylcy w dalszym ciągu polują na babirussę.
Od 1931 roku prawo indonezyjskie obejmuje gatunek całkowitą ochroną. Od 1982 obejmuje go także załącznik I CITES. Obecnie nie uważa się jednak międzynarodowego handlu za istotnie wpływający na losy zwierzęcia.
Ssak zamieszkuje następujące obszary chronione:
- Gunung Kelpat Muda (1380 km²) na Buru
- Waeapo (50 km²) na Buru
- Pulau Taliabu (700 km²) na Taliabu[2]